# Osvaldo Héctor Cruz
Osvaldo Héctor Cruz (Avellaneda, 29 maggio 1931 – 20 marzo 2023) è stato un calciatore argentino, di ruolo ala.

## Caratteristiche tecniche
Giocava come attaccante; la sua posizione era quella di ala sinistra nel 2-3-5.

## Carriera

### Club
Debuttò nell'Independiente di Avellaneda 1951 a vent'anni, mantenendosi solidamente nei ranghi della società per quasi dieci anni. Una volta lasciò la patria per trasferirsi in Brasile, al Palmeiras di San Paolo del Brasile: con detta compagine rimase fino al 1961, anno in cui fece ritorno all'Independiente. Chiuse poi la carriera in Cile, all'Unión Española.

### Nazionale
Convocato per la prima volta nel 1953, fece il suo debutto in uno torneo ufficiale durante Cile 1955; giocò da titolare nel suo ruolo in quasi tutte le partite (fu sostituito da Cucchiaroni nelle ultime due) della sua Nazionale, che vinse la manifestazione. Due anni più, dopo essere stato escluso dalla lista per il Sudamericano 1956, tornò in Nazionale per disputare Perù 1957. Durante questo torneo partì sempre dall'inizio, sempre come ala sinistra, contribuendo con due marcature al prolifico attacco della propria selezione, che in sei partite segnò venticinque reti; il campionato si concluse con un'altra vittoria argentina. La sua ultima esperienza internazionale fu al campionato del mondo 1958: l'Argentina cambiò modulo, passando 3-2-5, ma di fatto la posizione di Cruz non ne fu influenzata. Sempre sulla fascia sinistra, disputò due partite: la prima contro la contro Germania Ovest e l'ultima contro la Cecoslovacchia, entrambe terminate con la sconfitta argentina.

## Palmarès

### Club

#### Competizioni nazionali
- Taça Brasil: 1

Palmeiras: 1960

### Nazionale
- Campeonato Sudamericano de Football: 2

Cile 1955, Perù 1957